# HE 1523-0901
HE 1523-0901とは、地球から見ててんびん座の方向に約7500光年離れた位置にある恒星である。HD 140283に抜かれるまでは、発見されている中で最も古い恒星の1つであった。

## 年齢
HE 1523-0901は、誕生してから132億年経過していると推定されている。発見時は銀河系で最も古い恒星であると同時に、発見されている中で宇宙で最も古い恒星であった。HE 1523-0901の年齢は、恒星の年齢の推定としては初めて、放射性同位体を持つウランやトリウムによる放射年代測定が行われ、安定同位体を持つユウロピウム、オスミウム、イリジウムの量と組み合わせて、年代測定のデータ検証が行われた。2種類の放射性同位体と3種類の安定同位体による同時の年代測定は非常に珍しい。132億歳という年齢は、宇宙の年齢である137億7000万歳からわずか5億7000万歳しか若くない年齢である。
しかし2013年に、HD 140283の年齢が136億6000万歳から152億6000万歳と推定されたため、最古の恒星の座を明け渡した形となった。
HE 1523-0901は、現在赤色巨星の段階であり、もうすぐ寿命を迎えると考えられている。

## 宇宙論への影響
HE 1523-0901は、金属量が[Fe/H] = -2.95と、極端に金属に欠乏した低金属星である。しかし、少量ながらも恒星に金属があるという事は重要である。宇宙誕生時のビッグバンにおける元素合成では、水素からヘリウムと、極微量のリチウムおよびベリリウムしか合成されず、これ以上重い元素の合成には、恒星内元素合成と呼ばれる恒星内部における核融合反応で生成されるが、それでも合成できる最も重い元素は鉄やニッケルである。HE 1523-0901に含まれるウランやトリウムのような極端に重い元素の合成には、r過程と呼ばれる超新星爆発の周辺部で行われる急激な中性子捕獲によって誕生する。すなわち、HE 1523-0901に含まれる重元素の存在を説明するには、HE 1523-0901が誕生した分子雲が、既に寿命を迎えたもっと古く重い恒星の超新星爆発によってばら撒かれた物である事を示している。このことは、宇宙の誕生からどれくらいの時間で大質量の恒星が誕生したのかを論ずる上で影響を与える。
HE 1523-0901は、自身が何らかの恒星の残骸から誕生していることから、現在生き残っていて、観測されている中では最古であるが、宇宙最初の恒星ではない。最も古い恒星である場合は、金属を全く含まない、水素とヘリウムのみで構成された恒星のはずである。それらは太陽の数十倍から数百倍の質量を持ち、わずか数百万年で寿命を迎えたと推定されるため、観測は困難であると考えられる。逆に、HE 1523-0901は太陽の0.8倍という軽い恒星のため、132億年経った現在でも寿命を迎えていないと考えられる。初期の宇宙は今より大きさが小さく、物質の密度も豊富なため、大質量星が形成されやすい環境にあるが、HE 1523-0901のような軽い恒星は、どのように形成されるのかは謎である。
また、HIP 11952という、年齢が128億歳と推定されている低金属星([Fe/H] = -1.9)には、木星型惑星と推定される太陽系外惑星が2つ存在する。惑星が存在することは、HE 1523-0901と共に、宇宙の元素合成の経過に対して影響を与える。